# Castello di Montecanino
Das Castello di Montecanino ist eine mittelalterliche Burgruine in Montecanino, einem Ortsteil der Gemeinde Piozzano in der italienischen Emilia-Romagna.
Sie liegt auf dem Nordgrat des Luretta-Tals, etwa 3,5 km entfernt vom Hauptort, an einer Stelle, die einen weiten Blick über die Poebene ermöglicht.

## Geschichte
Die Festung, die ursprünglich einen rechteckigen Grundriss hatte, wurde um das Jahr 1000 herum zur Verteidigung des Ortes Montecanino errichtet, der seit altrömischer Zeit bewohnt ist und in der Tabula alimentaria traianea als „Canianum“ erwähnt wird. 1164 wurde die Burg von den kaiserlichen Truppen Friedrich Barbarossas mithilfe von Milizen aus der Gegend um Pavia bis auf die Grundmauern niedergebrannt.
Nach der Zerstörung wurde das Gebäude wiederaufgebaut und mit fünf Türmen versehen. Der Komplex nahm allmählich an Größe zu, bis er zu einer kleinen, befestigten Siedlung geworden war. Nach der Zunahme der Bedeutung der Burg gab es in Montecanino unterhalb der Siedlung eine zweite Burg, die „La Valorosa“ genannt wurde und eine Dependenz der befestigten Siedlung Montecanino war.

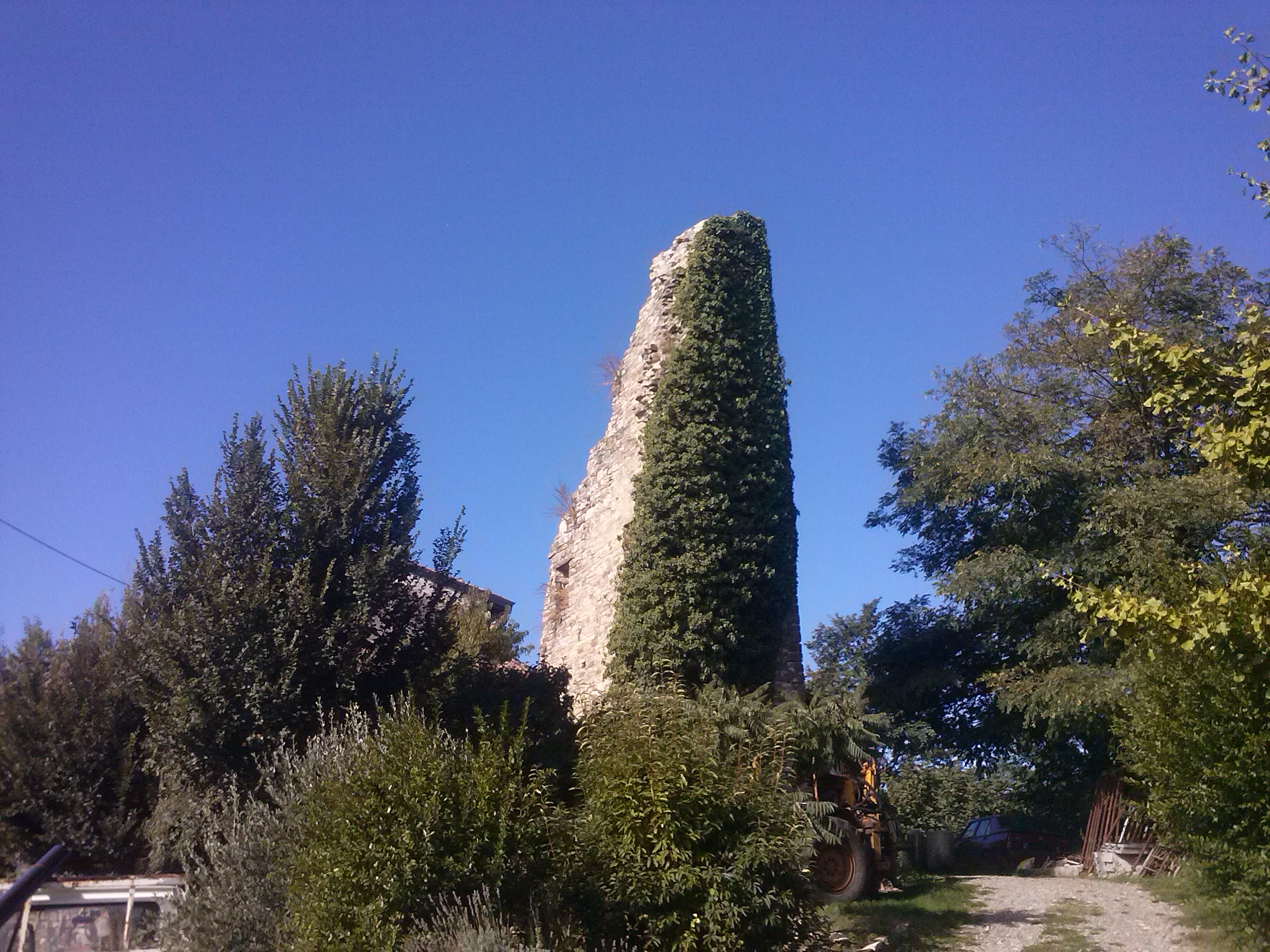
Reste der Mauern

Im 14. Jahrhundert gehörte die Burg zu den Besitzungen der Familie Dolzani und fiel später, im darauf folgenden Jahrhundert, an Francesco und Jacopo Piccinino, die Söhne des Condottiere Niccolò Piccinino, die 1461 das örtliche Lehen an den Adligen Vinciguerra Arena vergaben. 1519 reichte einer der Erben von Arena einen Teil des Komplexes an den Grafen Claudio Landi weiter, der 1524 einen weiteren Teil vom Notar Marino da Sagliano kaufte, der seinerseits eine Erbin von Arena geheiratet hatte. 1528 gingen diese Teile der Burg in das Eigentum der Familie Scotti über. Erst 1565 gelangte die gesamte Burg in die Hände der Scottis, als Gian Francesco Scotti ihren letzten Teil, einschließlich des großen Hauptturms für 160 Goldscudi von der herzoglichen Liegenschaftsverwaltung der Farneses kaufte, an die dieser Teil des Gebäudes nach dem Tod ohne direkte Erben von Cesare Arena gefallen war.
Während die Burg im Eigentum des Mezzano-Zweiges der Familie Scotti verblieb, fiel das Lehen erst an die Rolleris, dann an die Familie Albergati aus Bologna und schließlich, nach dem Aussterben des Familienzweiges der Albergatis an die herzogliche Liegenschaftsverwaltung. So gelangte das Lehen an die Familie Casati, die als Feudalherren der Boffaloras, die das Recht genossen, sowohl das Lehen als auch die Burg zu erhalten, für den Fall, dass die Investitur in die Hände des Herzogs zurückgegeben würde. So kaufte die Familie Casati im Laufe des 19. Jahrhunderts die Burg, die sich bereits in eher schlechtem Erhaltungszustand befand. Das Gebäude wurde jedoch bis zum Ende des 19. Jahrhunderts als Ganzes genutzt. Später gelangte das Lehen in die Hände verschiedener Familien; die letzte waren die Tredicinis.
1890 wurde einer der Ecktürme, der eine zylindrische Form hat und ein Teil der Siedlung war, durch Aufstockung und Aufsetzen einer achteckigen Glockenkammer in einen Glockenturm für die benachbarte Kirche San Giovanni Evangelista umgebaut. 1963 wurde der Donjon bis auf die Grundmauern abgerissen, da er einsturzgefährdet war. Einige Baukörper, die ursprünglich Teil der Festung waren, wurden dagegen in private Wohnhäuser umgebaut.

## Beschreibung
Die Burg zeigte sich ursprünglich als befestigte Siedlung mit rechteckigem Grundriss, in die man durch ein Eingangsravelin mit Zugbrücke gelangte, von der man heute noch die Einschnitte sehen kann. Es gab eine unbekannte Zahl an Türmen, einigen Quellen zufolge fünf oder sechs, entweder im Inneren der Siedlung oder entlang der Wehrmauer, deren größter 1963 abgerissen wurde, da er stark beschädigt und einsturzgefährdet war.
Von dem gesamten Gebäudekomplex gibt es heute noch das Eingangsravelin, einige Baukörper, die zu Wohnhäusern umgebaut wurden, und einige nicht miteinander verbundene Teile der Umfassungsmauer, die die Siedlung begrenzte. Der Teil der Burg, der am besten erhalten ist, ist der nordöstliche des Komplexes.